# Sven Nilsson (naturforskare)

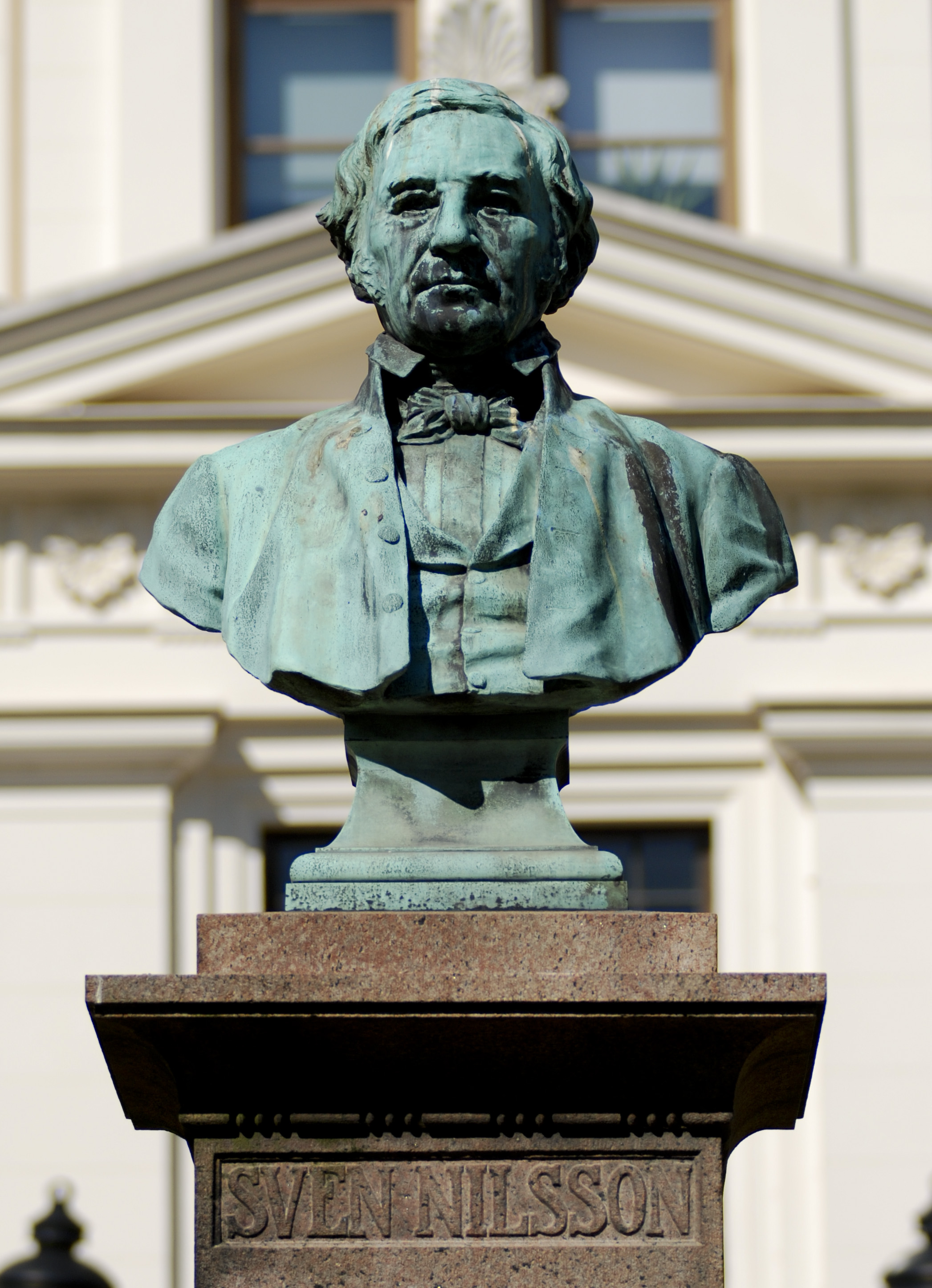
Sven Nilssons byst i parken Lundagård i Lund.

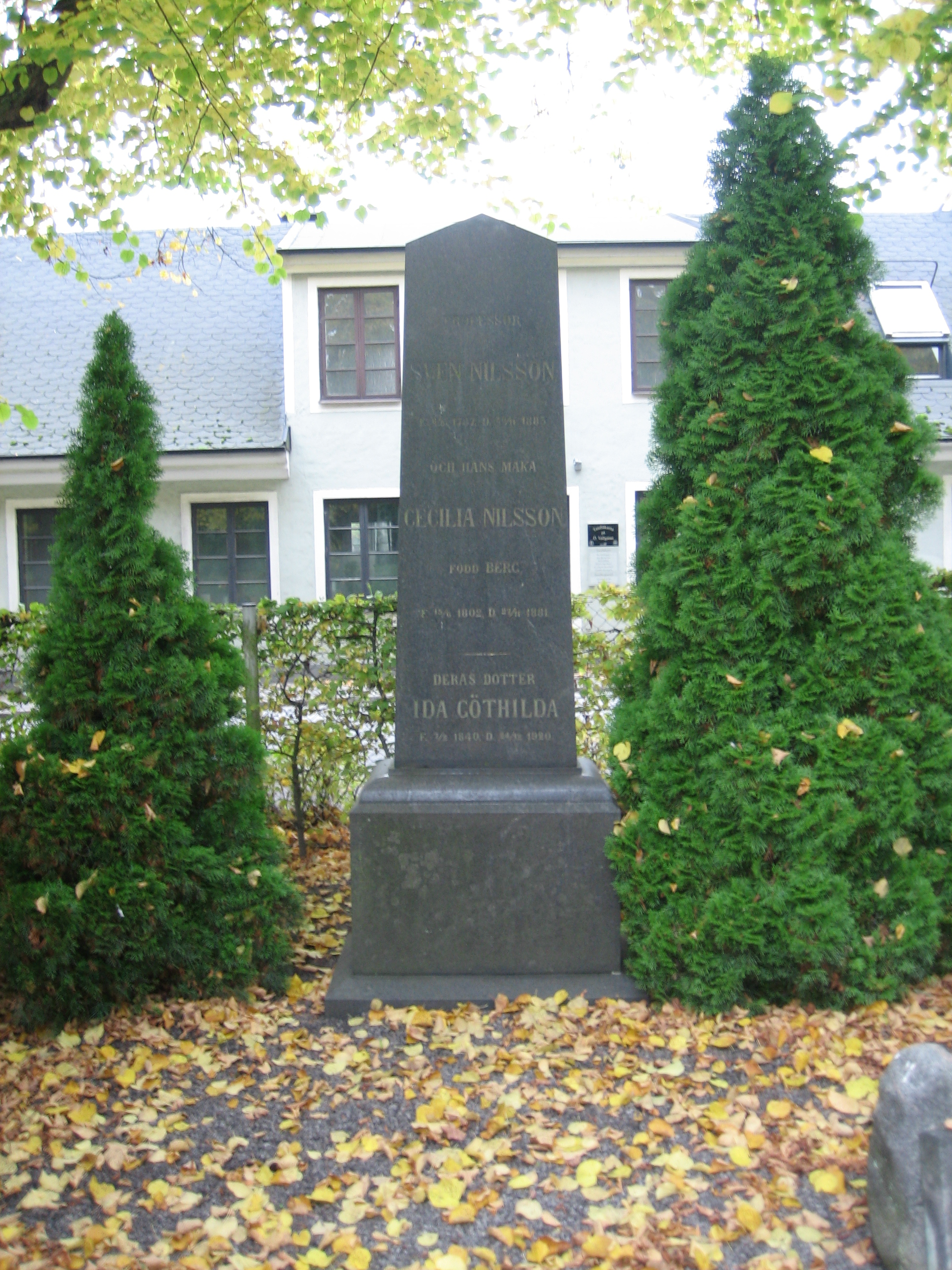
Sven Nilssons grav på Östra kyrkogården i Lund.

Sven Nilsson, född 8 mars 1787 på gården Alfastorp i Asmundtorps socken i Skåne, död 30 november 1883 i Lund, var en svensk naturalhistoriker. Han var professor i Lund 1832–56 och brukar kallas den svenska ornitologins fader. Dessutom var han en banbrytande arkeolog.

## De tidiga åren
Sven Nilsson var det yngsta av sex barn till bonden Nils Nilsson och Tora Svensson. Efter ett antal år flyttade familjen några mil norrut till Lilla Ryckeltofta, där den unge Sven Nilsson började jaga småvilt med flintlåsbössa och snara tättingar om höstarna. År 1806 började han studera till präst vid Lunds universitet men zoologiprofessorn Anders Jahan Retzius, som var lärjunge till Linné, övertygade honom om att i stället studera naturalhistoria. Nilsson skrev en uppsats om däggdjurens systematik, blev 1811 filosofie magister och 1812 docent i naturalhistoria vid Lunds universitet.

## Zoologen och ornitologen
År 1814 publicerade han avhandlingen Analecta Ornithologica som behandlar Skånes "motacillor", vilket på denna tid inte bara innebar ärlor utan även sångare, och "brockfåglar" vilket är ett äldre namn för vadare. Detta var Sven Nilssons första ornitologiska arbete och bland annat beskrev han "den hökfärgade sångaren", det vill säga höksångare för första gången som en i Sverige förekommande fågel.
Med ett stipendium av greve Hans Gabriel Trolle-Wachtmeister kunde Sven Nilsson resa till universitetet i Köpenhamn för en längre tids studier och han reste även till Vallox-Säby utanför Uppsala för att studera Gustaf von Paykulls naturaliesamling, som då var den största svenska samlingen av djur och insekter.
Resultatet av hans forskning blev Ornithologica suecica, som trycktes i Köpenhamn 1817, med illustrationer av ritmästaren vid Lunds universitet Anders Arvidsson. Fyra år senare utgavs en avslutande del.
Den 23 april 1816 gav sig Sven Nilsson ut på en resa norrut i Skandinavien för att genomföra ornitologiska studier. Anteckningarna från denna resa lät han publicera först 60 år senare. Han reste från Lund upp längs västkusten till Kristiania, fortsatte genom Hedemarken och Gudbrandsdalen mot Dovrefjäll. Sedan vidare till Trondheim och upp längs kusten till resans nordligaste punkt Bodø. Hemresan gick först tillbaka till Trondheim och sedan till Dalarna och avslutades i Uppsala. Under denna resa beskrev han bland annat gransångaren för första gången i Skandinavien.
Han påbörjar sitt samlingsverk Skandinaviens fauna 1820 med det första bandet med underrubriken Handbok för Jägare och zoologer som innehåller beskrivningar av däggdjuren på Skandinaviska halvön. 1824 ges bandet Svensk Ornithologi eller Beskrifning öfver Sveriges Foglar ut, som är den första utgivna handboken i Sveriges ornitologi. De två volymerna med titlarna Foglarna I & II, som anses vara de klassiska volymerna, är den omarbetade tredje utgåvan som gavs ut 1858. Amfibierna utkom 1842 och Fiskarne 1852–55. Många av de folkliga namn som Sven Nilsson valde att använda i dessa böcker blev sedan de vedertagna fågelnamnen i Sverige.
År 1828 blev Nilsson chef för Naturhistoriska riksmuseet i Stockholm och spelade stor roll när det flyttades till nya lokaler vid Drottninggatan. Redan 1832 återvände han emellertid till Lund för att tillträda en professur i zoologi, vilken han innehade till 1856. Förutom sin forskning utvidgade och moderniserade han de zoologiska samlingarna i Lund. Målet var att inneha alla arter av svenska ryggradsdjur samt representanter för viktigare utländska grupper. 
1838 lät Nilsson prästviga sig och fick samma år som personligt prebende Västra Nöbbelövs och Skivarps regala pastorat. Nilsson invaldes 1821 som ledamot nummer 390 av Kungliga Vetenskapsakademien.

## Paleontologen
De första paleontologiska studier som Sven Nilsson genomförde var av fossil han fann i skånska kalkavlagringar. År 1827 gav han ut Petrificata suecana formationis cretaceæ. Nilsson samlade även in stora mängder fossila skelett ur Skånska torvmossar och beskrev växtfossil från skånska stenkolsbildningar.
I andra upplagan av Skandinaviens fauna lade han fram en redogörelse för sina glacialgeologiska undersökningar. I en föreläsningsserie i Stockholms samma år, Sverige och dess inbyggare före den historiska tiden, framställde Nilsson en glacialteori om att landhöjningen var orsaken till temperatursänkningen. Här lade han även fram arkeologiska data för olika djurarters invandirningshistoria och deras utbredning under olika historiska perioder.

## Arkeologen
Vid sidan av Nilssons ornitologiska studier forskade han om naturahushållningens utveckling, vilket ledde in honom på ämnet arkeologi. Han hade studerat för den franske paleontologen Georges Cuvier, vilket han hade nytta av då han försökte fastställa hur forntida artefakter av sten och ben hade använts och sluta sig till hur jakt och fiske gått till under förhistorien. Nilssons banbrytande bidrag till den arkeologiska forskningen var att han förespråkade läsning av moderna etnografiska skildringar av lågtekniska kulturer för att fastställa hur forntida redskap hade använts, i stället för att som tidens humanistiskt orienterade antikvarier försöka läsa sig till detta hos Snorre Sturlasson och andra medeltida isländska författare. Nilsson tog här konsekvenserna av geologins nya rön: det fanns en mycket lång förhistorisk period som inga äldre skriftkällor kunde ge något besked om, och han lade grunden till den internationellt jämförande arkeologin. En av Nilssons teorier var att befolkningsökningen hade varit den viktigaste orsaken till att skandinaviska jägar- och samlarfolk tvingades bli boskapsskötare och därefter jordbrukare. Mellan åren 1838 och 1843 utkom i fyra delar hans viktigaste arkeologiska arbete, Skandinaviska nordens urinvånare. Arbetet översattes till engelska 1866. Fastän argumentationen vilar på kraniologiska iakttagelser av ett ytterst litet material och en jämförelse mellan gånggrifter och eskimå-igloos brukar han anses som den svenska antropologins fader.
Trettio år efter första utgåvan utkom en ny utgåva, där han inkorporerade en högst personlig teori, som gick ut på att bronsåldern var ett resultat av fenicisk koloniation. I en närmast av Olof Rudbeck inspirerad forskning ansåg han sig ha funnit spår av Baalkult.
I boken Fenisiska Kolonier i Scandinavien (1875) skriver Sven Nilsson: I af den 8:de Mars 1862, har jag yttrat min öfvertygelse att de till (äldsta) bronsperioden hörande hos hos förekommande fornsaker icke blott äro af feniciskt ursprung, utan äfven att folk af denna stam, med fenicisk religion, från början sjelfva fört dem hit.. Dessa teorier framförde han även i Skandinaviska nordens ur-innevånare. Teorierna mötte dock ett ganska svalt mottagande, och avfärdades ganska snart: Oscar Montelius skrev 1877 Antagandet förefaller oss också så föga sannolikt, att det närmar sig det omöjliga.

## Arvet
Sven Nilsson dog den 30 november 1883 efter mer än 70 års forskning. Han ligger begravd på Östra kyrkogården i Lund. Hans efterlämnade arkiv finns på Lunds universitetsbibliotek.

## Priser och utmärkelser
- 1821 – Ledamot av Kungliga Vetenskapsakademien
- 1862 – Kungliga priset
- 1870 – Kommendör med stora korset av Nordstjärneorden